# Perdita exclamans
Perdita exclamans är en biart som beskrevs av Cockerell 1895. Perdita exclamans ingår i släktet Perdita och familjen grävbin. Inga underarter finns listade i Catalogue of Life.